# گون کتیرا

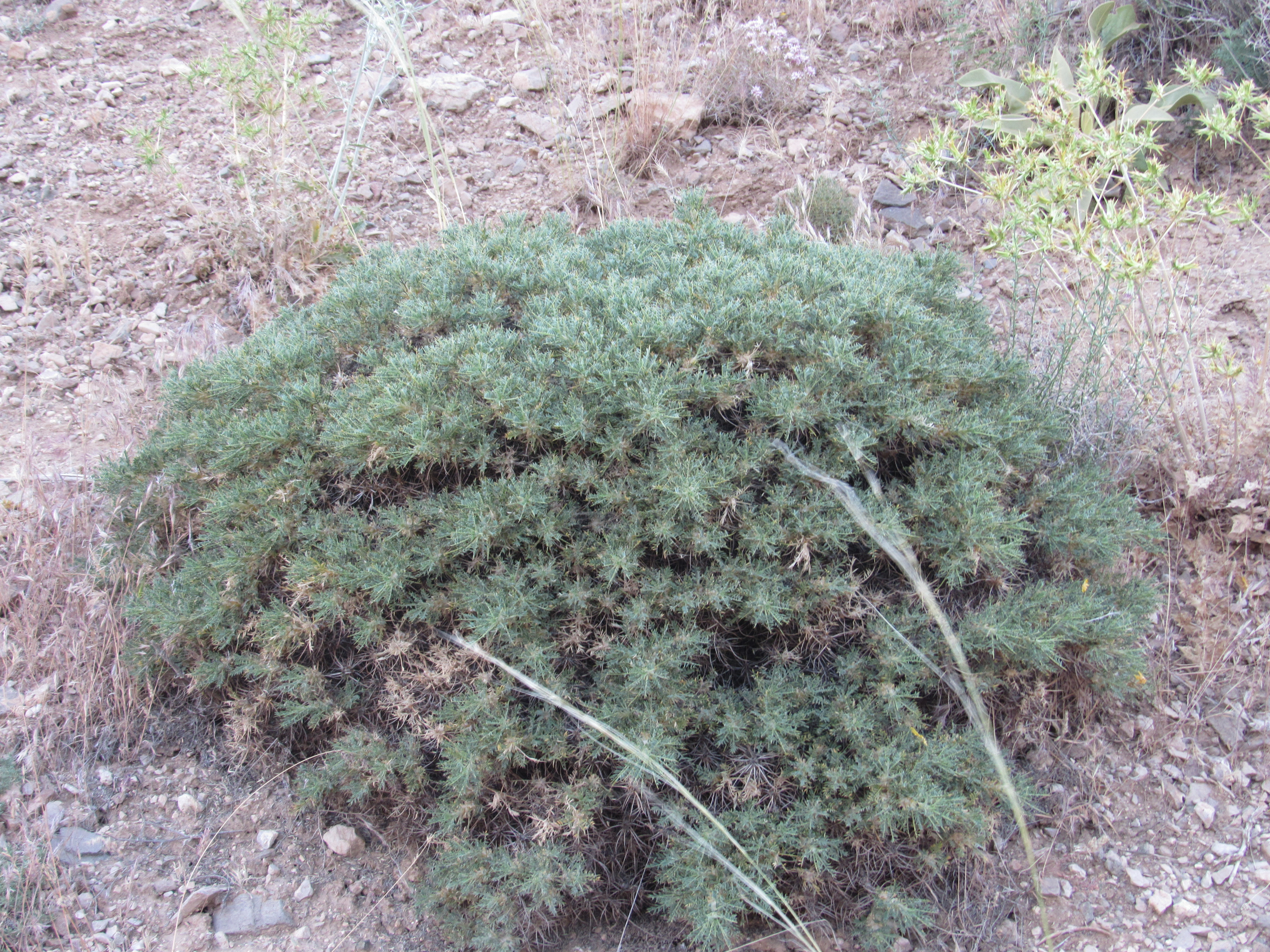

گَوَن کَتیرا یا گون پنبه‌ای یا گون سفید (نام علمی: Astraglus gossypinus) یکی از گیاهان است.
گیاهی است بوته‌ای، کوتاه و بالشتکی به ارتفاع ۱۰ تا ۵۰ سانتیمتر.
گون کتیرا در ایران از جمله در بلندی‌های بالای ۲۵۰۰ متر در استان کهگیلویه و بویراحمد و شهرستان‌های اقلید و خرم‌بید در استان فارس و در استان خراسان رضوی در کوه سرخِ کاشمر و ارتفاعات بینالود ،ارتفاعات ساردوئیه و اسفندقه در استان کرمان می‌روید.
این گیاه در بیشتر مناطق ایران و در مناطق مختلف آذربایجان به وفور رشد میکند که نیاز به حفاظت دارد.
تراوه‌های این گیاه کتیرا نام دارد.
کتیرا محصول اصلی گیاه گون است. کتیرا عبارت است از ترشحات صمغی خشک شده حاصل از گیاه آستراگالوس گومی فرا که آن را تحت عنوان گوم تراگاکانت یا گون می‌شناسند. گیاه مولد کتیرا نبات کوچکی است، به ارتفاع یک متر بومی آسیای صغیر، ایران، سوریه و یونان. در اثر خراش دادن ساقه گیاه جدار سلول‌های اشعه مرکزی و سلول‌های پارانشیمی با جذب آب به تدریج بدل به صمغ می‌شود، فشار تولید شده سبب رانده شدن صمغ به طرف شکاف می‌گردد. صمغ در مجاورت هوا در اثر تبخیر آب به تدریج سخت می‌گردد. شکل محصول خشک شده بستگی به نوع شکافی که بر رو ی ساقه ایجاد شده‌است دارد.دو  نوع گون شناخته شده و مهم در نواحی کوهستانی استان اصفهان به نامهای گون شیرین، گون تلخ می روید که سمغ ( کتیرای) بسیار مرغوبی دارد.